# Pleurotropopseus purpureus
Pleurotropopseus purpureus är en stekelart som beskrevs av Girault 1913. Pleurotropopseus purpureus ingår i släktet Pleurotropopseus och familjen finglanssteklar. Inga underarter finns listade i Catalogue of Life.